# Alexis du Pont
Alexis Felix du Pont Sr. född 1879 död 1948 var en amerikansk affärsman. Han var far till Alexis Felix du Pont Jr. och Richard du Pont.
du Pont Sr var en av initiativtagarna till bildandet av St. Andrew's School i Middletown Delaware.